# Ваддевайц
Ваддевайц (нем. Waddeweitz) — община в Германии, в земле Нижняя Саксония.
Входит в состав района Люхов-Данненберг. Подчиняется управлению Люхов (Вендланд). Население составляет 903 человека (на 31 декабря 2010 года). Занимает площадь 48,8 км².